# Syndrom
Ein Syndrom bezeichnet in der Medizin und der Psychologie eine Kombination von verschiedenen Krankheitszeichen (Symptomen), die typischerweise gleichzeitig und gemeinsam auftreten. Hierbei schwingt meist mit, dass dieser „Symptomverband“ überzufällig oft vorkommt. Das Wort leitet sich ab von altgriechisch συνδρομή syndromḗ „das Zusammenlaufen, Zusammentreffen“ (sc. mehrerer Symptome).
Die Bezeichnung als Syndrom geschieht dabei zunächst rein beschreibend: Sie lässt ganz offen, ob es sich um Krankheitserscheinungen handelt, die ursächlich oder pathologisch-anatomisch miteinander verbunden sind, und ist unabhängig davon. Manchmal ist im klinischen Alltag die sichere Diagnose einer konkret vorliegenden Symptomatik nicht möglich. Dann wird oft von einem „Syndrom“ gesprochen, um anzudeuten, dass zumindest eine grobe, vorläufige diagnostische Zuordnung versucht wird.

## Anwendung des Begriffs
Wie mehrere Symptome ursächlich zusammenhängen, bleibt mehr oder weniger unbekannt – solange nicht eine diagnostische Zuordnung zu einer Erkrankung mit bereits bekannter Verursachung gelungen ist. Der genaue Zusammenhang zwischen einzelnen Krankheitszeichen kann meist nur vermutet werden. Auch die Entstehung und Entwicklung einer Symptomatik (die Pathogenese) sind häufig unbekannt.
Daher kommt mehreren, gleichzeitig auftretenden Krankheitszeichen jeweils größere Bedeutung zu. Durch das Herstellen eines rein statistischen Zusammenhangs oder durch Beobachtung einzelner schon „geläufiger“ Krankheitszeichen kann eine Erklärung oder gar Gesetzmäßigkeit in ursächlichem Sinne zumindest hypothetisch für die gesamte Gruppe von Symptomen angenommen werden.

## Syndrom in weiterem Sinne
Viele wissenschaftliche Arbeiten beschreiben Krankheitsfälle, in denen mehrere wichtige Symptome oder gar Leitsymptome zunächst als Syndrom im engeren Sinne beschrieben und beobachtet wurden. Stellt es sich danach heraus, dass die jeweils anhand von Einzelfällen erfolgten Beschreibungen auch für manch anderen Fall zutreffen, so erweitert sich damit die Gültigkeit der Einzelfallbeobachtung. Es kann dann von einem Syndrom im weiteren Sinne gesprochen werden.
Insbesondere in medizingeschichtlicher Hinsicht ist dieses Prinzip bedeutsam, da schon die Vorsokratiker entsprechende Überlegungen beim Feststellen von Krankheitszeichen verfolgt haben. Anlass zu solcher Überlegung ergibt sich insbesondere dann, wenn die Übereinstimmung der Beschreibung infolge eines nahezu identischen Symptomenmusters einen möglichen ursächlichen Zusammenhang auch in anderen Fällen nahelegt. Weitere Zusammenhänge ergeben sich etwa aufgrund von Beschwerden, die pathologisch-anatomischen Befunden zugeordnet werden können. Von einem bekannten Syndrom wird dann gesprochen, wenn es sich um zumindest in gewisser Hinsicht einheitliche und in vergleichbaren Fällen ähnliche Krankheitszeichen handelt, siehe auch den Begriff der Krankheitseinheit. Der deutsche Psychiater Alfred E. Hoche (1865–1943) hat Syndrome als Einheiten zweiter Ordnung zwischen den Elementarsymptomen und den Krankheitseinheiten angesehen. Eine mit dem Begriff Syndrom vergleichbare Bedeutung hat auch die Bezeichnung Symptomenkomplex.

## Querschnitt und Längsschnitt
Das zeitliche „Zusammenlaufen“ oder „Zusammentreffen“ von Krankheitszeichen wird meist als gleichzeitige Präsenz verschiedener Symptome aufgefasst. Diese gleichzeitige Manifestation von Krankheitsanzeichen wird auch als Querschnittsbild einer Krankheit bezeichnet.
Es kann sich bei einem Syndrom aber auch um ein zeitlich versetztes „Nacheinanderlaufen“ und „Aufeinandertreffen“ verschiedener Symptome handeln, die erst im Krankheitsverlauf eines bestimmten Leidens nacheinander als einzelne zusätzliche Krankheitszeichen auftreten. Dann spricht man von Präsenz eines Syndroms im Längsschnitt.

## Verwandte oder ähnliche Begriffe
Die Verwendung des Begriffs Syndrom ist vielfach sinnverwandt mit anderen Bezeichnungen, wie etwa Symptomenkomplex oder Symptom-Cluster. Dem schon im antiken Griechenland gebrauchten Begriff Symptom haftet etwas auf den Einzelfall Bezogenes, beinahe Zufälliges und nicht notwendigerweise etwas Typisches an. Im Gegensatz dazu besitzt der Begriff Syndrom besonders in seiner weiteren Bedeutung diese einzelfallbezogene Nebenbedeutung nicht so offensichtlich. Es wird daher auch von symptomatischer Behandlung gesprochen, wenn diese auf die einzelnen Krankheitszeichen abzielt und weniger auf eine Ursache.
Syndrome begleiten oft im Längsschnitt eines Krankheitsverlaufs ein schon zuvor bekanntes Bild. So kann etwa eine Alkoholabhängigkeit im weiteren Verlauf dieser Erkrankung durch ein Korsakow-Syndrom kompliziert werden. Dieses Syndrom läuft sozusagen mit, es tritt im weiteren Verlauf einer schon bekannten Vorerkrankung auf. Dies unterscheidet die Verwendung des Begriffs Syndrom vor allem von der alle Krankheitszeichen pauschal umfassenden Bezeichnung der Symptomatologie.
Syndrome stellen bisweilen Kombinationen von bereits bekannten anderen Krankheitseinheiten oder Verhaltensvarianten dar, siehe das DIDMOAD-Syndrom als Kombination von Diabetes insipidus, Diabetes mellitus, Atrophie des Nervus opticus und Taubheit („Deafness“). Dabei ist wie schon in Kap. Syndrom in weiterem Sinne ausgeführt die Frage offen, ob sich zwischen den verschiedenen Krankheitseinheiten ein Zusammenhang ggf. kausaler oder anderer Art zwischen den Einzelsyndromen feststellen lässt. Ähnlich verhält es sich beim Problem der Komorbidität.

## Benennung von Syndromen
Der Begriff des Syndroms geht auf Jürgen Spranger zurück. Wenn sowohl Ätiologie als auch Pathogenese bekannt sind, handelt es sich um ein typisches bzw. um ein klassifiziertes Krankheitsbild.
Die Namensgebung von Syndromen erfolgt bisweilen eponymisch nach dem erstmals beschreibenden Autor, siehe das bereits erwähnte Korsakow-Syndrom. Auch pathogenetische Vorstellungen führen zu entsprechenden Bezeichnungen wie etwa beim apallischen Syndrom. Hier wird davon ausgegangen, dass der Ausfall des Neokortex (Pallium = Mantel – des Gehirns) für die Symptomatik des Kranken auslösend und bestimmend für den weiteren Verlauf ist. Bisweilen erfolgt auch eine akronymische Benennung nach den hauptsächlichen Symptomen wie etwa im Falle des DIDMOAD-Syndroms oder der BNS-Krämpfe (Blitz-Nick-Salam-Krämpfe).
Wenn drei Symptome typischerweise gemeinsam auftreten, sprechen Mediziner von einer Trias (zum Beispiel „Merseburger Trias“ beim Morbus Basedow), bei vier von einer Tetralogie (zum Beispiel Fallot-Tetralogie), bei fünf von einer Pentalogie.

### Beispiele
- Apallisches Syndrom
- Adrenogenitales Syndrom
- Acquired Immune Deficiency Syndrome (AIDS; „erworbenes Immunschwächesyndrom“)
- Alterssyndrome
- Atemnot-Syndrom des Erwachsenen
- Asperger-Syndrom (inzwischen veraltet)
- Buddenbrook-Syndrom
- Down-Syndrom
- Flammer-Syndrom
- Funktionelle Syndrome
- Kongenitales Schielsyndrom
- Postthrombotisches Syndrom
- Schweres Akutes Atemwegssyndrom (SARS; „Severe Acute Respiratory Syndrome“)

### Pseudosyndrome
Leitsymptome werden leicht zu Pseudosyndromen, insbesondere wenn die exakte Diagnose Schwierigkeiten bereitet.
Beispielsweise können folgende Syndrome als solche Pseudosyndrome oder als eher phantasiegeleitete Bezeichnungen oder als mehr oder weniger vage Umschreibungen angesehen werden:
- Gründersyndrom
- Münchhausen-Syndrom
- Lazarus-Syndrom
- Odysseus-Syndrom
- Metabolisches Syndrom
- Schulter-Arm-Syndrom

## Weitere Begriffsverwendung
- In der Soziologie wird eine Gruppe von Merkmalen oder Faktoren, deren gemeinsames Auftreten einen bestimmten Zusammenhang oder Zustand anzeigt, ebenfalls als Syndrom bezeichnet. Beispiele: Syndrom der Adipositas in den USA, Syndrom der Verschuldung privater Haushalte usw.
- In der Kodierungstheorie, einem Teilgebiet der angewandten Mathematik, steht der Begriff Syndrom für die „Symptome der Fehler“, welche in einem Codewort im Rahmen einer digitalen Datenübertragung bzw. Datenspeicherung auftreten können. Der Begriff wird im Rahmen verschiedener Fehlerkorrekturverfahren verwendet. Ein Syndrom bei einem linearen Code ist definiert als eine Multiplikation eines empfangenen bzw. gelesenen, möglicherweise ungültigen Codewortes am Empfänger (Decoder) mit der Prüfmatrix (Kontrollmatrix) und ist als wesentliche Eigenschaft nur von dem möglicherweise aufgetretenen Fehler und nicht von dem gesendeten Codewort abhängig. Ist kein Fehler vorhanden, ist das Syndrom s daher immer gleich dem Nullvektor. Liegt ein Übertragungsfehler vor, gibt das Syndrom s als Vektor die fehlerhafte Datenstelle an, welche in Folge richtiggestellt werden kann.
- Das Kessler-Syndrom bezeichnet ein Phänomen, bei dem Kollisionen von Weltraumschrott zu einer Kaskade weiterer Kollisionen führt.